# Nolina parryi
Nolina parryi là một loài thực vật có hoa trong họ Măng tây. Loài này được S.Watson mô tả khoa học đầu tiên năm 1879.

## Hình ảnh

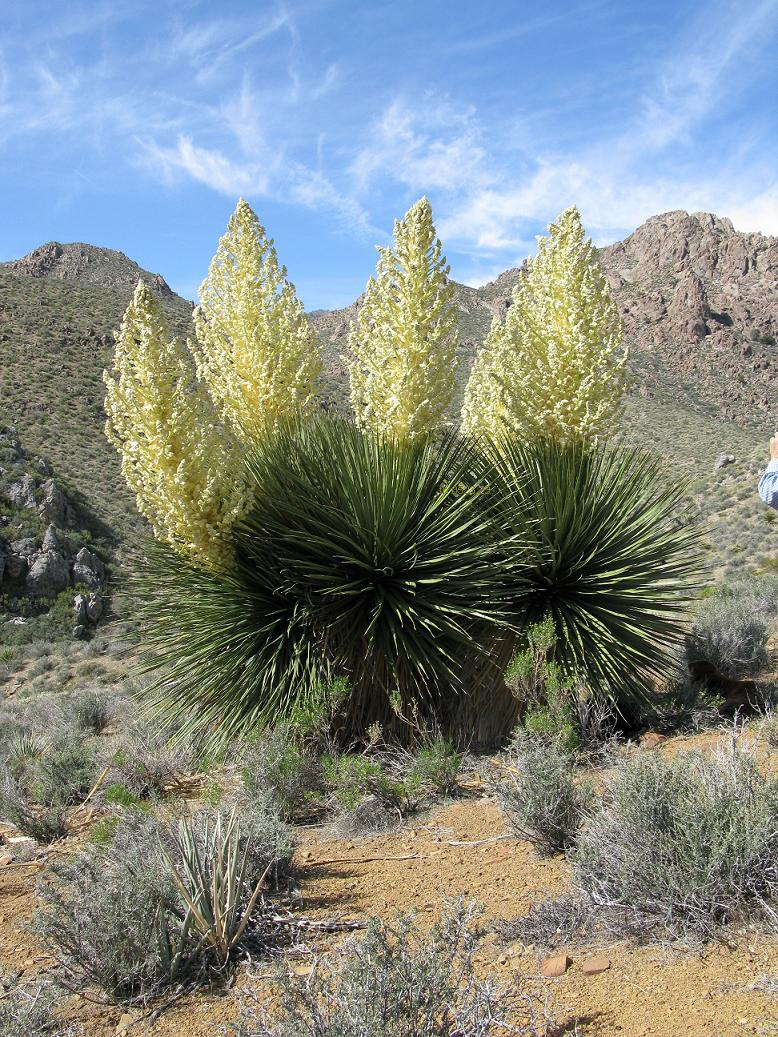
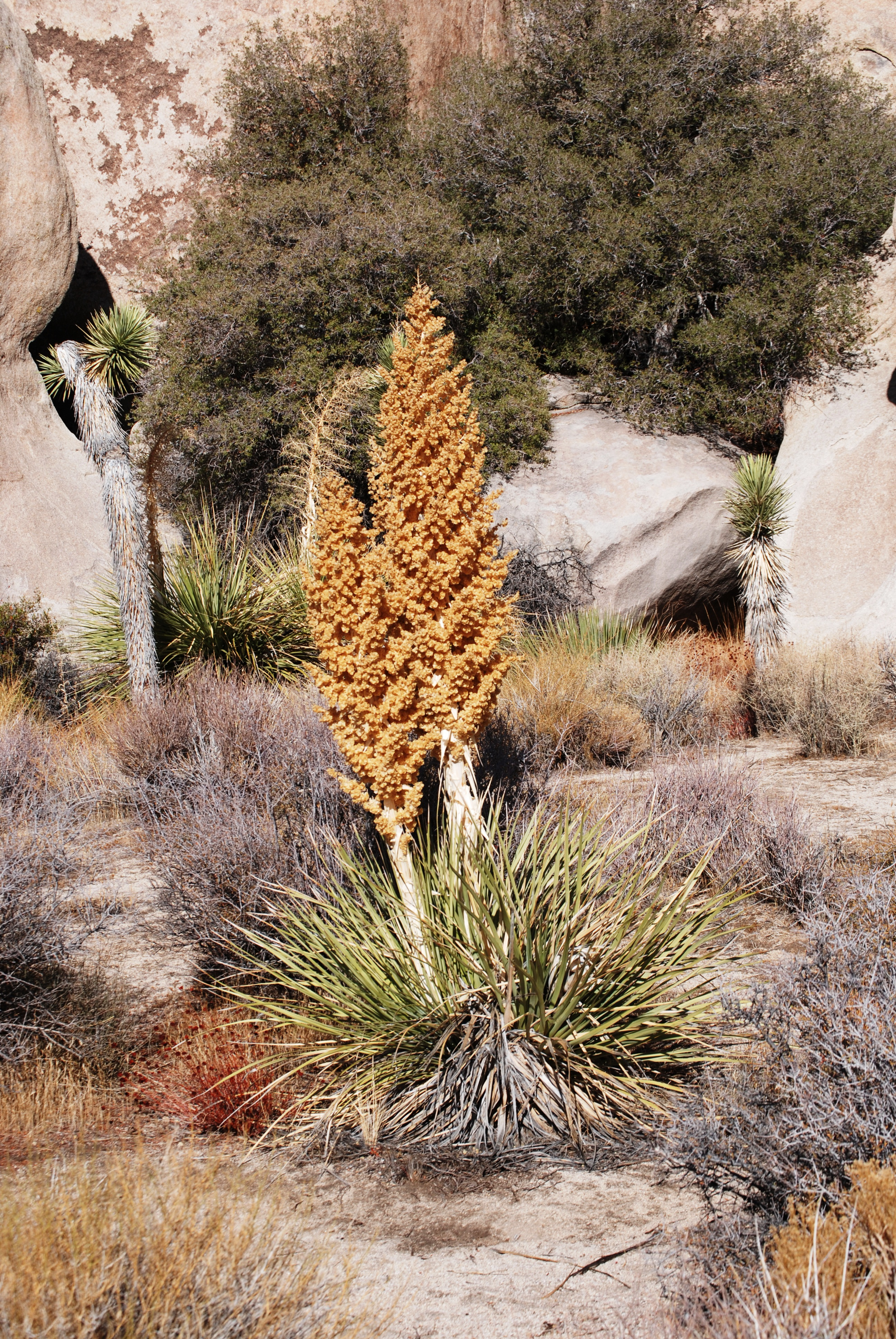
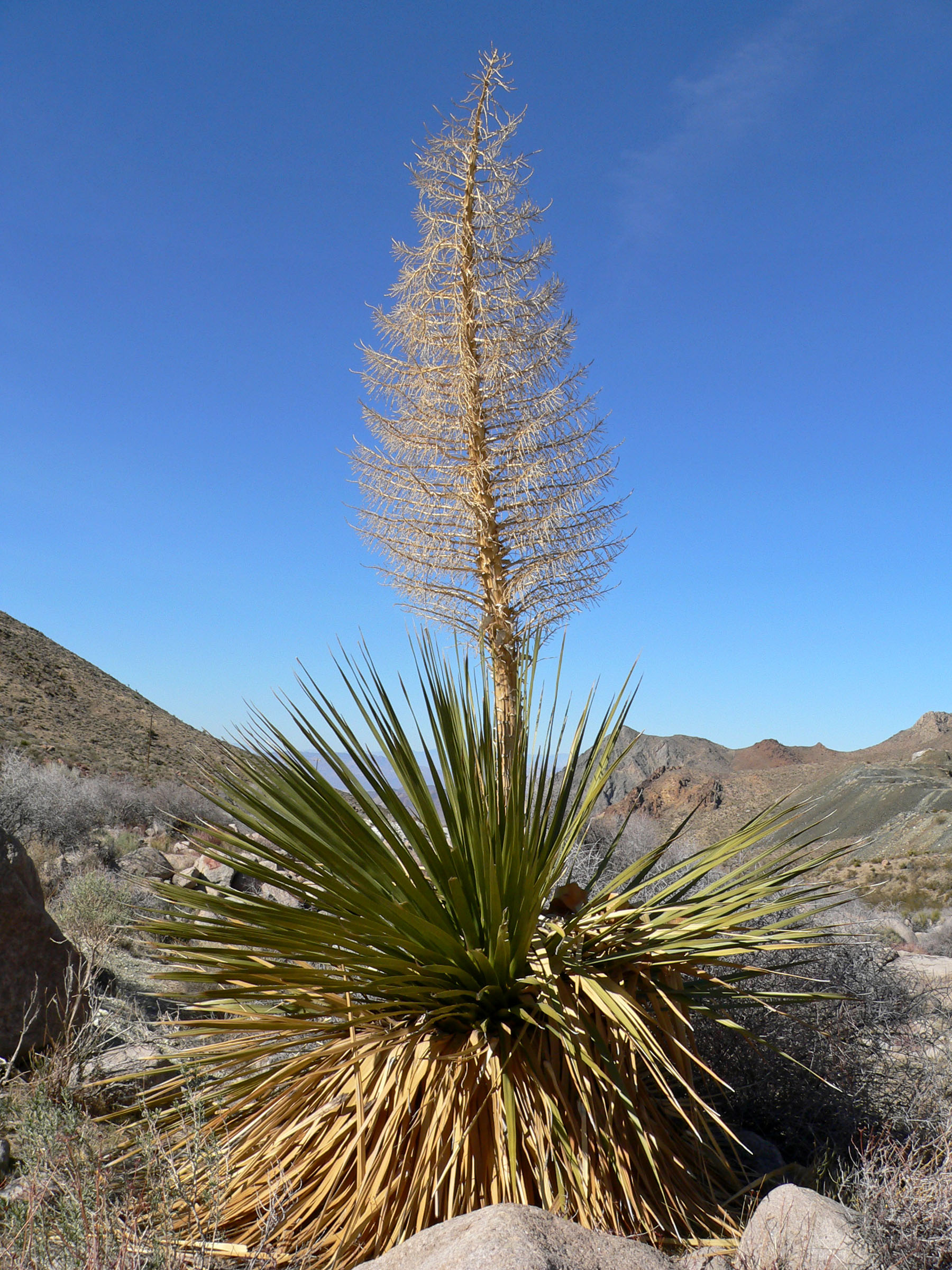
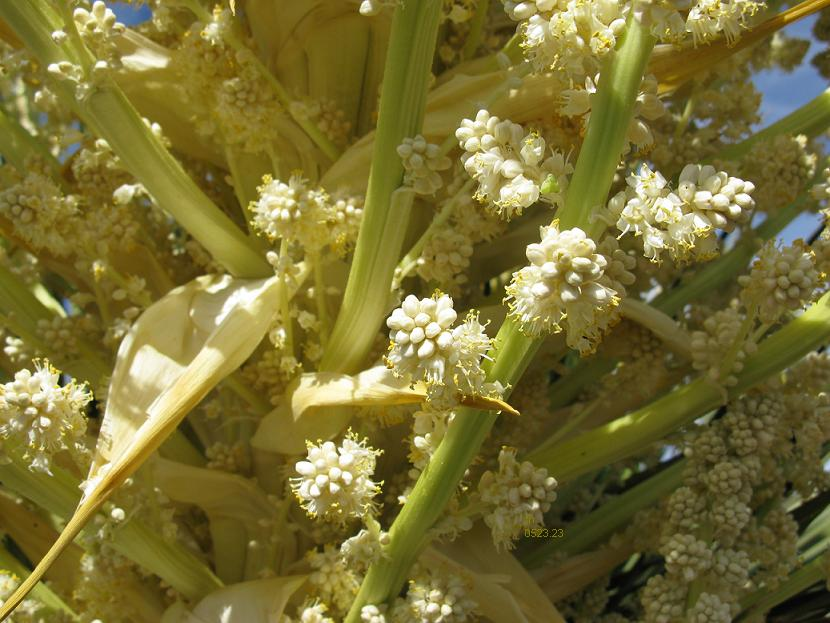